# يورن بارجر
يورن بارجر (بالإنجليزية: Jorn Barger)‏ هو باحث في مجال الذكاء الاصطناعي أمريكي، ولد في 1953 في يلو سبرينغز في الولايات المتحدة.